# Gros Béchar
Le Gros Béchar, culminant à 2 582 m, est un sommet de France situé en Haute-Savoie, dans le massif du Mont-Blanc, au-dessus du hameau de Taconnaz.

## Toponymie
Le Gros Béchar constitue un sommet intermédiaire d'une arête naissant dans le fond de la vallée de Chamonix et se terminant à l'aiguille du Goûter. Cette arête comporte également l'antécime du Petit Béchar au nord-ouest du sommet principal. L'ubac de cette arête est appelé « montagne de Taconnaz » ; le hameau de Taconnaz étant situé à ses pieds.
Sur la carte d'état-major datant du XIXe siècle, le Gros Béchar est appelé « le Gros Béchat ».

## Géographie
Dominant la vallée de Chamonix et notamment le hameau de Taconnaz au nord, le Gros Béchar voisin du glacier de Taconnaz qui s'étend à l'est, sous l'aiguille du Goûter située au sud. Il culmine à 2 582 mètres d'altitude, soit plus de 1 500 mètres au-dessus du fond de la vallée.
Le Gros Béchar est constitué de gneiss à l'image de l'ubac du massif du Mont-Blanc dans la vallée de Chamonix

## Ascension
Le sommet est dépourvu de sentiers, à l'écart de tout itinéraire, y compris pour l'ascension du mont Blanc,. Il est toutefois possible d'y monter au départ des Granges d'en Haut sur les hauteurs des Houches via Chavanne Vieille et le versant ouest.